# کایلی کرن
کایلی کرن (انگلیسی: Kyliegh Curran؛ زادهٔ ۱۰ دسامبر ۲۰۰۵) بازیگر اهل ایالات متحده آمریکا است.
از فیلم‌ها یا برنامه‌های تلویزیونی که وی در آن نقش داشته‌است می‌توان به دکتر اسلیپ اشاره کرد.